# الكربة (إب)

تعديل مصدري - تعديل

الكربة محلة تابعة لقرية الشعب الكبير، التابعة لعزلة بني مدسم بمديرية إب إحدى مديريات محافظة إب في الجمهورية اليمنية.، بلغ تعداد سكانها 30 حسب تعداد اليمن لعام 2004.